# Mikrós Váltos
Mikrós Váltos (Mikros Valtos) är en ort i Grekland.   Den ligger i prefekturen Nomós Korinthías och regionen Peloponnesos, i den sydöstra delen av landet, 90 km väster om huvudstaden Aten. Mikrós Váltos ligger 504 meter över havet och antalet invånare är 235.
Terrängen runt Mikrós Váltos är lite bergig. Runt Mikrós Váltos är det ganska tätbefolkat, med 96 invånare per kvadratkilometer. Närmaste större samhälle är Kiáto, 9,6 km öster om Mikrós Váltos. 